# بيتروس ألبينوس
بيتروس ألبينوس (بالألمانية: Petrus Albinus)‏ هو مؤرخ وكاتب وأستاذ جامعي ألماني، ولد في 28 يونيو 1543 في شنيهبرغ في ألمانيا، وتوفي في 31 يوليو 1598 في درسدن في ألمانيا.